# Anartia guantanamo
Anartia guantanamo är en fjärilsart som beskrevs av Munroe 1942. Anartia guantanamo ingår i släktet Anartia och familjen praktfjärilar. Inga underarter finns listade i Catalogue of Life.